# Vavatenina (distrikt)
Vavatenina District är ett distrikt i Madagaskar.   Det ligger i regionen Analanjiroforegionen, i den nordöstra delen av landet, 220 km nordost om huvudstaden Antananarivo.